# مقاومة سالبة

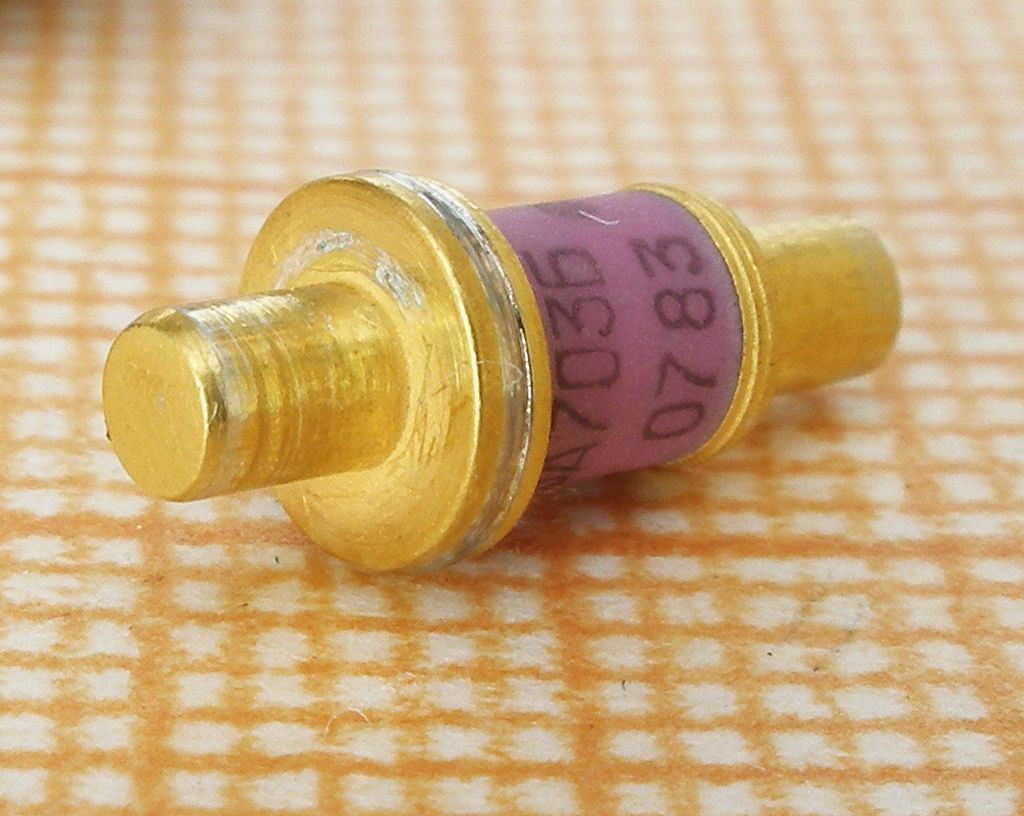

تكون الدائرة الكهربية ذات مقاومة سالبة إذ نقص التوتر الكهربي بها بزيادة التيار الكهربي المار منها. ذلك بعكس الموصل الأومي الذي يزيد توتره بزيادة التيار المار منه.